# Marpanlampi
Marpanlampi är en sjö i kommunen Joensuu i landskapet Norra Karelen i Finland. Sjön ligger 99,6 meter över havet. Den är 9 meter djup. Arean är 57 hektar och strandlinjen är 5,33 kilometer lång. Sjön  ingår i Vuoksens huvudavrinningsområde.   Den ligger omkring 30 kilometer nordöst om Joensuu och omkring 400 kilometer nordöst om Helsingfors. 